# Cargol poma tacat
El cargol poma tacat (Pomacea maculata) és una espècie de mol·lusc gastròpode d'aigua dolça de la família Ampullaridae originària de l'Amèrica del Sud. També és conegut amb el seu nom sinònim cargol poma de les illes (P. insularum). El gènere conté els cargols d'aigua dolça més grans de la terra. Junts amb el cargol poma acanalat, al qual s'assembla molt, a Àsia i Europa és considerat com una de les espècies invasores més exitoses. És el responsable de la plaga que va esclatar el 2009 al delta de l'Ebre i el 2015 a Palau-sator.

## Descripció

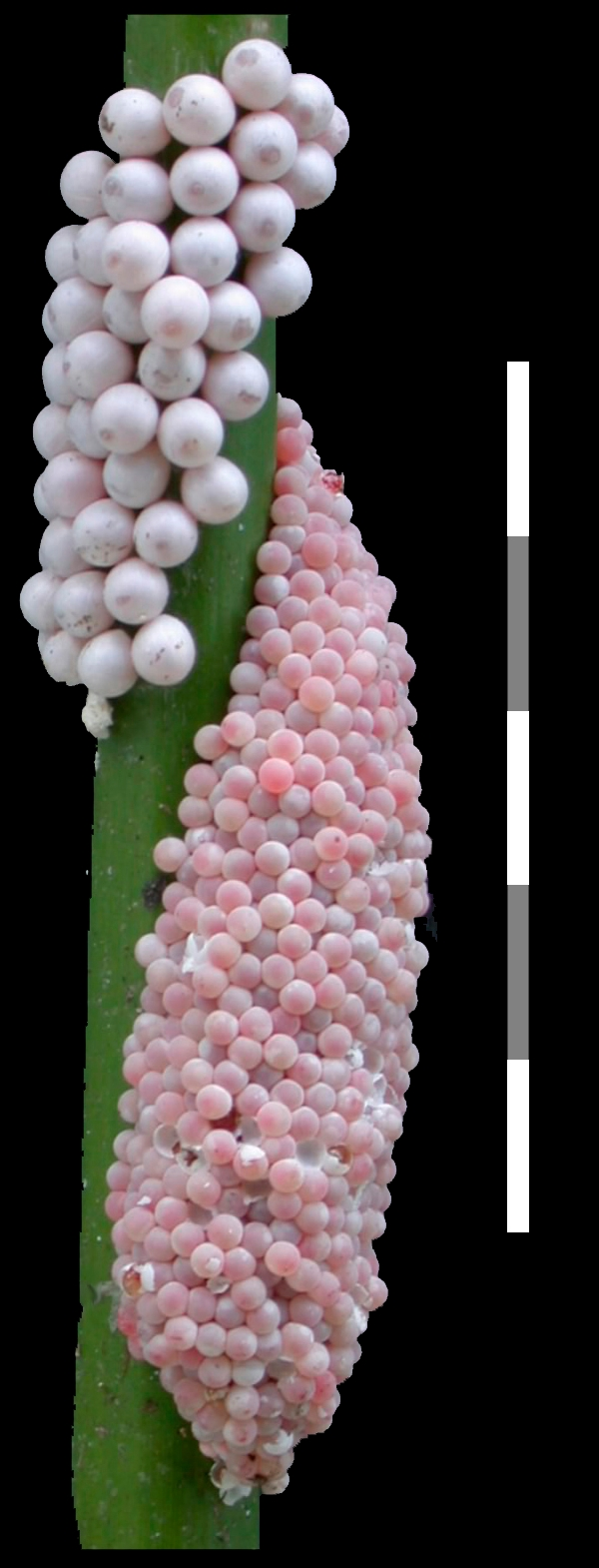
Ous de cargol poma de Florida (amunt, blanc) i cargol poma tacat (color rosat, avall)

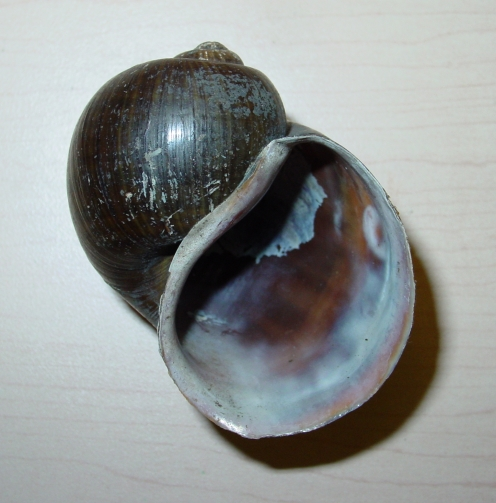
Closca

La closca és globosa i relativament gruixuda (especialment als cargols més vells) amb una agulla baixa. Tenen de quatre a cinc espirals separades per una sutura suaument indentada, i l'obertura és ampla i rodona o oval, de color taronja viu. El llombrígol és gran i profund. Les dimensions de la closca varien de 25 a 40 mm d'ample i 30 a 47 mm d'alçada. depenent en les condicions. El color varia groc-marró a groc viu en color amb un patró de cintes més fosques. L'opercle és moderadament gruixut, corni i d'estructura concèntrica amb el nucli a prop el centre de la closca. El cargol pot retreure'l a l'interior de la closca. El cos és de color gris-marronós amb taques de pigment fosc.
Els ous de color rosat lilós es posen en rams de 500 a 700 a plantes o roques a un metre damunt la superfície de l'aigua, que de lluny semblen a uns flors. S'acostumen sense problemes a la vida en captivitat en aquaris, però escapen fàcilment per les parets exteriors, es deixen caure i cerquen un lloc nou per establir-se en llibertat. És capaç de crear una nova generació reproductiva en un període molt curt (3-4 mesos). Al delta de l'Ebre, el període reproductiu s'inicia a l'abril-maig i finalitza a l'octubre-novembre, en funció de la temperatura de l'aigua.

## Distribució
És originari d'Amèrica del Sud, sobretot en les zones pantanoses a l'aiguabarreig del riu Paranà i el riu Uruguai a l'Argentina, Brasil i Bolívia, i probablement a Uruguai i Paraguai.
Probablement, l'espècie la van introduir als anys 1990 als Estats Units i Europa aficionats d'aquaris que en tenien com a mascotes i que en van deixar escapar o van llençar equip o aigua bruta sense cura, i ràpidament ha proliferat als estats meridionals. Són herbívors.
Va ser introduït a l'Àsia subtropical pels aficionats i per programes per criar cargols com a font de proteïnes per a l'alimentació humana a Tailàndia, però amb poc èxit i efectes negatius, que aviat van escapar i esdevenir una plaga, per la seva capacitat d'adaptar-se en trobar hàbitats humits i xafogosos que li convenen. També ha envaït la delta de l'Ebre, on fa estralls als arrossars. L'espècie detectada a l'Ebre es correspon amb un haplotip típic de cargols conreats, destinats a la seva comercialització com mascotes, una activitat ara prohibida a Europa, però de gran desenvolupament fins fa molt poc. Des de l'estiu 2015 va ser assenyalat a Palau-sator (Baix Empordà), i hi ha sospita d'una introducció criminal. El desembre 2019 es va declarar oficialment erradicat el focus de cargol poma.

## Prohibició de comerç i tinença i pla d'acció
Des del juliol de 2011, es va prohibir a l'Estat espanyol la possessió, cria, transport, i comerç de Pomacea maculata i Pomacea canaliculata. Des del gener del 2013, el negoci i la importació de totes les espècies del gènere són prohibits a tots els estats membres de la Unió Europea.

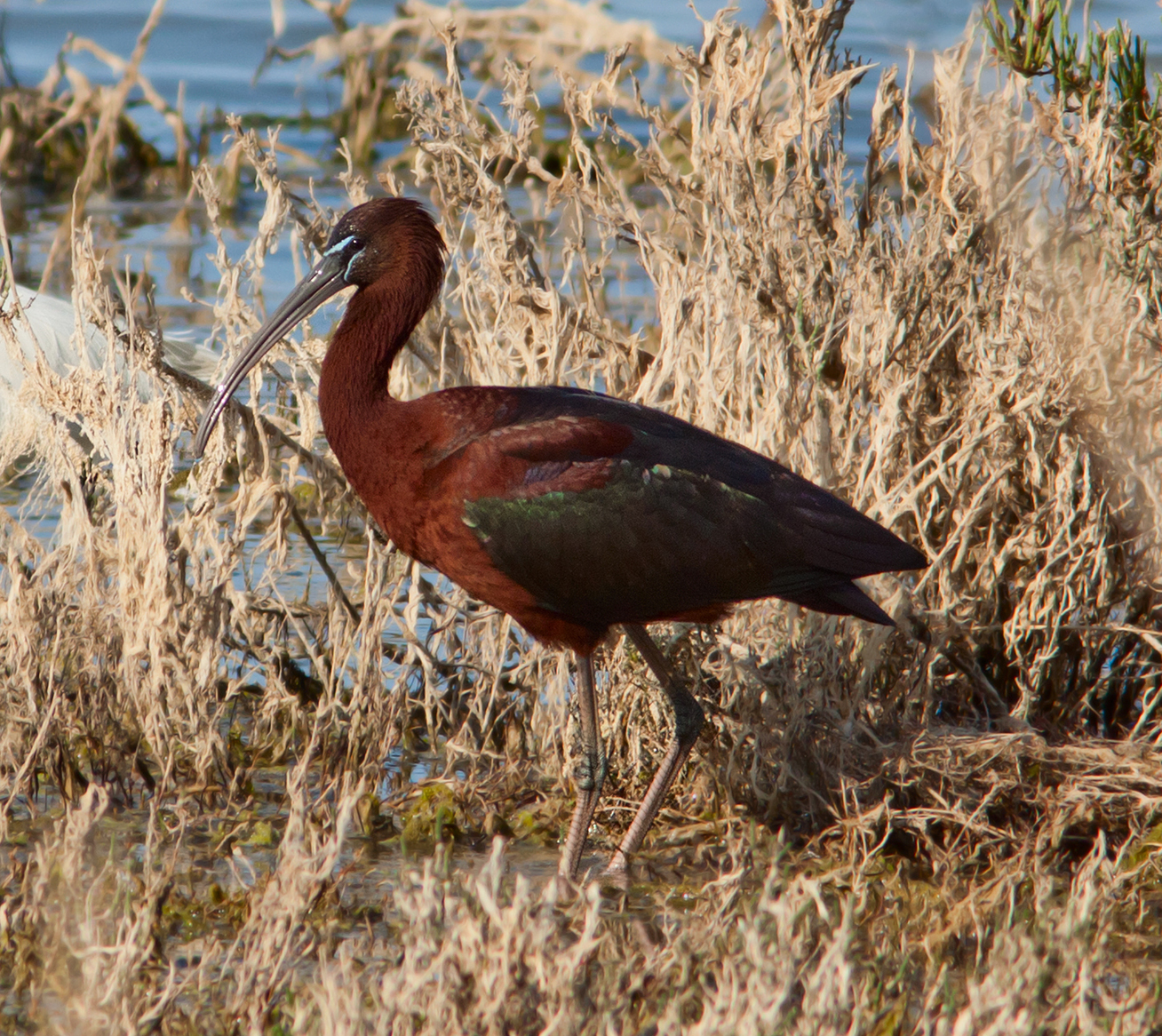
Capó reial, enemic natural

El 2012, la Generalitat i entitats de la delta s'han presentat contra una empresa de piscicultura d'espècies exòtiques, que probablement va causar la plaga pel desguàs sense precaució de les seves piscines. L'abril del 2015, l'Audiència de Tarragona va absoldre per raó de prescripció unes empreses de piscicultura establertes al Delta, dedicades a la compravenda d'animals exòtics. Eren sospitoses d'haver lliurat a la natura voluntàriament o involuntàriament els cargols poma, que serien a l'inici de la plaga. Al suposat moment dels fets, la cultura encara n'era autoritzada.
La Generalitat de Catalunya ha organitzat una campanya d'informació i de lluita per a limitar la seva expansió i publica un pla d'acció regularment actualitzat. En descobrir un primer camp infectat a un arrossar de Palau-sator l'estiu del 2015, la necessitat i la dificultat del control de la plaga esdevenen cada dia més òbvies. El control bioquímic és quasi impossible, per raó de la protecció de la biodiversitat del biòtop del delta de l'Ebre. La lluita bioquímica amb saponines d'origen vegetal i de ràpida biodegradabilitat, juntament amb les altres mesures té un cert efecte, tot i que la prevenció i l'acció ràpida quan es descobreix una nova zona infectada queden les accions més importants. La Generalitat va demanar a la Comissió Europea ajuda per estimular la recerca de control biològic de la plaga.
Al seu lloc d'origen, l'expansió és controlada per un enemic natural, el cocodril, que difícilment és traslladable a Europa. El predador principal a Catalunya és el capó reial, però malgrat que la població va créixer, encara no és suficient per a contenir la plaga, però sembla un aliat nou en el control biològic.